# Малко село
Мàлко сèло е село в Югоизточна България, община Котел, област Сливен. Основната част от жителите му са къзълбаши.

## География
Село Малко село се намира на около 37 km север-североизточно от областния център Сливен, около 11 km север-североизточно от общинския център Котел и около 54 km северозападно от град Карнобат (географски координати 42°58.86′N, 26°30.54′E). Разположено е в историко-географската област Герлово, в североизточното подножие на Котленска планина, на около километър от течащата северно от селото река Голяма Камчия. Климатът е умереноконтинентален. Надморската височина в центъра на селото при сградата на кметството е около 380 m, а преобладаващият наклон на терена е на север.
През Малко село минава третокласният републикански път III-706, който води на запад през село Филаретово към връзка с второкласния републикански път II-48, а на изток – през селата Ябланово и Звездица към връзка с първокласния републикански път I-7.
Землището на Малко село граничи със землищата на: село Топузево на север; село Ябланово на север и изток; град Котел на юг (граничен участък около 450 m); село Филаретово на запад.
Населението на село Малко село, наброявало 350 души при преброяването към 1934 г. и нараснало до 716 към 1985 г., намалява до 548 (по Служебен документ на НСИ от 2021-12-31) към 2021 г.
При преброяването на населението към 1 февруари 2011 г., от обща численост 596 лица, за 6 лица е посочена принадлежност към „българска“ етническа група, за 514 – към „турска“, за 3 – към „ромска“ и за 73 – „не отговорили“.

## История
Селото е в България от 1878 г. То носи името Кючюклèр до 1934 г., когато е преименувано на Малко село.
Няма сведения кога е създадено училище в селото. Училищна сграда е построена през 1935 г. Училището е начално, а през 1969/1970 г. е построена нова сграда, за да бъде преобразувано в основно училище, но преобразуване не се извършва. През учебната 1968/1969 г. е открита полудневна детска градина. Училището се нарича Народно начално училище „Назъм Хикмет“ до 1985 г., когато е преименувано на Народно училище „Неофит Бозвели“. Закрито е през 2018 г.

## Обществени институции
Село Малко село към 2023 г. е център на кметство Малко село.
В Малко село към 2023 г. има действащо читалище „Светлина – 1952“;

## Културни и природни забележителности
На юг от землището на Малко село, в землищата на град Котел и селата Ябланово и Медвен, се намира природната забележителност Злостен – карстова местност с множество пещери, предимно пропастни. Обявена е през 1985 г. за защитена територия с цел да бъдат опазвани намиращите се в нея характерни земни форми, пещери и други карстови образувания, както и вековна букова гора, и местности с историческо значение. На около 4,5 – 5 km югоизточно от Малко село, в Злостен, се намира възвишението Али баба с Чаталкая (Сцепената скала) на върха му. На около 4,5 km южно от селото, в югозападната част на Злостен, се намира пропастната пещера Ледника.

## Селско стопанство
Плодородните почви в Малко село предлагат широки възможности за развитие на земеделието в региона. За развитието на селското стопанство стратегическо значение има растениевъдството. То осигурява производството на продукти, необходими за изхранване на населението. 
Животновъдството е основен подотрасъл за селото. Развити са говедовъдството и свиневъдството, а наличието на ливади и пасища в планинската част на селото благоприятстват за развитието на овцевъдството и говедовъдство. Добри традиции съществуват и в областта на пчеларството.